# مسجد ریاب
مسجد ریاب مربوط به دوره قاجار است و در شهرستان گناباد، بخش مرکزی، روستای ریاب واقع شده و این اثر در تاریخ ۲۲ مرداد ۱۳۸۴ با شمارهٔ ثبت ۱۳۱۷۴ به‌عنوان یکی از آثار ملی ایران به ثبت رسیده است.